# Peder Gavelius
Peder Pedersson Gavelius, född 8 september 1601, död 6 maj 1645 var en svensk rättslärd, borgmästare i Stockholm och talman i Vällovliga borgarståndet.

## Biografi
Peder Gavelius var född i Gävle som son till borgaren och rådmannen Peder Hansson och hustrun Ingrid Pedersdotter, och bror till Elias Pedersson Gavelius. Bröderna tog efternamnet Gavelius. Han studerade vid Uppsala universitet, och besökte därefter under tretton års utländska resor ett flertal universitet i Frankrike, Republiken Förenade Nederländerna och Tyskland. Han erbjöds en akademisk lärostol i Jena, som han avböjde, och begavs sig i stället till Frankrike, där han 1634 i Orléans blev juris utriusque doktor.
Återkommen till Sverige blev han assessor i Svea hovrätt, och valdes 1637 till borgmästare i Stockholms stad, och bevistade flera riksmöten som talman för borgarståndet, innan han dog i Stockholm 1645.
Gavelius var gift med Kerstin Nilsdotter, vars far var rådman i Gävle. Sonen Mårten adlades Cronstedt och sonsonen Carl Gustaf adlades von Gavel.